# Martin Prusek
Martin Prusek (* 11. Dezember 1975 in Ostrava, Tschechoslowakei) ist ein ehemaliger tschechischer Eishockeytorwart und jetziger -trainer.

## Karriere
Martin Prusek begann seine Karriere beim HC Vítkovice aus seiner Heimatstadt, für den er während der Spielzeit 1994/95 in der Extraliga debütierte. In den folgenden sechs Jahren etablierte er sich als Stammtorhüter seiner Mannschaft und erreichte mit dieser 1997 die tschechische Vizemeisterschaft. Während der NHL Entry Draft 1999 wurde er von den Ottawa Senators in der sechsten Runde an 164. Stelle ausgewählt, wechselte aber erst 2001 nach Nordamerika. Zunächst spielte er für die Grand Rapids Griffins in der American Hockey League, gab aber auch sein NHL-Debüt für die Senators.
Während der folgenden zwei Jahre absolvierte Prusek 47 Einsätze für sein Franchise als Ersatzmann von Patrick Lalime, bevor er während des Lockouts in seine Heimat zurückkehrte und für seinen Stammverein und den HC Znojemští Orli spielte. 2005 kam er zurück nach Nordamerika und wurde von den Columbus Blue Jackets unter Vertrag genommen. Meist spielte er jedoch für deren Farmteam, die Syracuse Crunch, in der AHL.
2006 verließ Prusek die Blue Jackets und wechselte zum SKA Sankt Petersburg aus der russischen Superliga. Nach einem Jahr bei SKA kehrte er zu seinem Stammverein zurück. Zu Beginn der Spielzeit 2008/09 wurde er zunächst an den HK Spartak Moskau ausgeliehen. Da dieser im November 2009 Jussi Markkanen verpflichtete, wechselte Prusek innerhalb der KHL zu Dinamo Riga. Für Riga absolvierte er eineinhalb Spielzeiten in der KHL, ehe er im Juni 2010 zu seinem Stammverein nach Ostrava zurückkehrte. In der folgenden Spielzeit kam er zunächst kaum zu Einsätzen, so dass ihn sein Verein an den HC Olomouc aus der 1. Liga verlieh. Im Anschluss an die Spielzeit beendete er seine Karriere als Spieler und wurde zur Saison 2011/12 Torwarttrainer beim HC Vítkovice.

### International
Martin Prusek gab sein Debüt für die tschechische Nationalmannschaft am 17. Dezember 1995 gegen Russland. Seither wurde er für vier Weltmeisterschaften nominiert, kam aber 1997, 1998 und 1999 zu keinen Einsätzen. Erst 2009 erhielt er drei Einsätze bei der Weltmeisterschaft. Als Ersatztorhüter gewann er 1999 die Goldmedaille sowie 1997 und 1998 jeweils die Bronzemedaillen.

## Erfolge und Auszeichnungen
- 1997 Tschechischer Vizemeister mit dem HC Vítkovice
- 1997 All-Star-Team der Extraliga
- 2002 Harry „Hap“ Holmes Memorial Award (gemeinsam mit Mathieu Chouinard und Simon Lajeunesse)
- 2002 AHL First All-Star Team
- 2002 Aldege „Baz“ Bastien Memorial Award

## NHL-Statistik
(Legende zur Torhüterstatistik: GP oder Sp = Spiele insgesamt; W oder S = Siege; L oder N = Niederlagen; T oder U oder OT = Unentschieden oder Overtime- bzw. Shootout-Niederlage; Min. = Minuten; SOG oder SaT = Schüsse aufs Tor; GA oder GT = Gegentore; SO = Shutouts; GAA oder GTS = Gegentorschnitt; Sv% oder SVS% = Fangquote; EN = Empty Net Goal; 1 Play-downs/Relegation; Kursiv: Statistik nicht vollständig)